# Perscheloribates ethiopicus
Perscheloribates ethiopicus är en kvalsterart som först beskrevs av Sandór Mahunka 1986.  Perscheloribates ethiopicus ingår i släktet Perscheloribates och familjen Scheloribatidae. Inga underarter finns listade i Catalogue of Life.